# Oudoleň
Oudoleň (německy Audolen) je obec v okrese Havlíčkův Brod v Kraji Vysočina. Žije zde 378 obyvatel. Rozprostírá se v táhlém údolí Oudoleňského potoka, zvaného též Oudoleňka.
Občanům slouží základní škola, mateřská škola, školní družina, prodejna smíšeného zboží COOP, pošta Partner, pohostinství, koupaliště, dvě hřiště na tenis, nohejbal a volejbal, herna stolního tenisu, šachová klubovna, posilovna a knihovna s biliárem a bezplatným internetem.

## Historie
Oudoleň je zmiňována ve starých písemnostech v souvislosti s odbočkou Liběcké stezky. První písemná zmínka o obci pochází z roku 1397, i když pravděpodobně obec existovala již dříve. Dříve tu žili němečtí horníci, později se obec počeštila. Podle pověsti o sirotcích Údolenovi a Jitce král věnoval po přemožení loupeživého rytíře Mikše část jeho pokladu těmto sirotkům, kteří si za něj vystavěli dvory Oudoleň a Jitkov. V 17. století náležela obec k jitkovskému a později k polenskému panství.

## Obyvatelstvo
| Rok            | 1869 | 1880 | 1890 | 1900 | 1910 | 1921 | 1930 | 1950 | 1961 | 1970 | 1980 | 1991 | 2001 | 2011 | 2021 |
| -------------- | ---- | ---- | ---- | ---- | ---- | ---- | ---- | ---- | ---- | ---- | ---- | ---- | ---- | ---- | ---- |
| Počet obyvatel | 839  | 781  | 787  | 752  | 742  | 674  | 632  | 493  | 548  | 497  | 425  | 359  | 349  | 355  | 353  |
| Počet domů     | 106  | 107  | 104  | 103  | 104  | 108  | 118  | 128  | 124  | 125  | 119  | 133  | 133  | 143  | 142  |

## Obecní správa
Od roku 2018 zastává funkci starostky Mgr. Blanka Zvolánková.
V roce 2018 získala obec ocenění v soutěži Vesnice Vysočiny 2018, konkrétně obdržela Diplom za rozvíjení lidových tradic.

### Obecní symboly
Znak a vlajka byly obci uděleny rozhodnutím předsedy Poslanecké sněmovny Parlamentu České republiky dne 27. února 2004.

#### Znak
V zeleném štítě pod zlatým zkráceným klínem s vycházejícím červeným sluncem zlatý štítek se zkříženými černými ostrvemi.
Tento znak se řadí mezi tzv. "mluvící znaky". Klín symbolizuje a vyjadřuje místo, kde se naše obec nachází-v údolí. A tím symbolizuje také název obce-Oudoleň, který vznikl od slova "údolí" (např. v roce 1854 zněl název naší obce Údoleň). Symbol slunce v heraldice značí rozkvět a šťastnou budoucnost. Erb "pánů z Ronova" je vložen do znaku na paměť prvních písemně doložených majitelů zdejšího kraje z roku 1298. Staročeské slovo ostrve označovalo nahrubo otesaný kmen, který se používal zejména v boji místo žebříku ke slézání vysokých středověkých hradeb.

## Kultura
Tradičně se v obci pořádá obecní a myslivecký ples, masopustní průvod, dětský karneval, pouťové posezení, loučení předškoláků s mateřskou školou, loučení školáků se základní školou, turnaj ve volejbale, posezení se seniory, vítání občánků, vánoční jarmark, mikulášská nadílka a jiné akce.

## Spolky

### Sbor dobrovolných hasičů[9]
Členská základna: K 1. 1. 2024 celkem 107 členů sboru dobrovolných hasičů, z toho 59 mužů, 17 žen a 31 dětí do 18 let.
Činnost sboru:
Sbor dobrovolných hasičů, mimo účasti na hasičských soutěžích a na přehlídce hasičské techniky PYRO CAR, organizuje sběr želeného šrotu, masopustní průvod a různé akce pro děti.
Založení sboru:
Sbor dobrovolných hasičů byl založen 15. srpna 1902. První valná hromada se konala na den patrona zemského svatého Václava 28. září 1902, kde byly vykonány volby. Starostou byl zvolen p. František Holas, rolník, č. 52. Velitel p. Jan Halada, učitel. Pro 20 členů činných zakoupena od K. Churaina v Hlinsku výzbroj a výstroj za 650 k a od firmy R. A. Smejkal v Praze byla zakoupena čtyřkolová stříkačka za 1740 k.

### TJ Sokol Oudoleň[10]
Členská základna: K  1. lednu 2019 celkem 59 členů.
Činnost
- hlavní činnost: tělovýchova (cvičení s mládeží, údržba sportovních ploch, nákup sportovního vybavení, organizace turnajů, apod.) tradiční volejbalový turnaj, pořádaný vždy první srpnovou sobotu, organizace Mikulášské nadílky pořádání tanečních zábav ,akce pro děti i dospělé – zájezdy, výlety, závody na sáňkách, orientační běh, cyklozávody, drakiáda, atd.

### Myslivecký spolek Oudoleň
Členská základna: 25 členů
Honitba: 1 126 hektarů na k. ú. Oudoleň, k. ú. Slavětín, k. ú. Jitkov a k. ú. Peršíkov

## Školství
- Základní škola a Mateřská škola Oudoleň

## Sport

### Sportovní kluby[11]
V obci funguje od roku 2018 funguje šachový spolek (Sokol Oudoleň). Tento tým se umisťuje v regionální soutěži na předních pozicích. K roku 2024 je 20 členů. V obci se také v roce 2023 obnovil tým stolního tenisu a hned zvítězil v regionální soutěži a zakládá tým B.

## Pamětihodnosti

### Kaple Panny Marie[12]
Kaple byla vystavěna v roce 1926 na památku padlým vojínům v první světové válce 1914 - 1918.

### Mlýn[13]
Mlýn byl v Oudoleni postaven na místě, kde stál předtím obytný dům s pilou a olejnou. Žádost o stavbu mlýna dal vrchnosti místní rychtář a rychtáři okolní v roce 1843, zmínka o prvním mlynáři na oudoleňském mlýně se datuje k roku 1869.

## Osobnosti
- Milan Chalupa (* 1953), hokejový hráč, ZOH 1976 (stříbro), ZOH 1980 (5. místo) a ZOH 1984 (stříbro) v hokeji[14]